# Landschaftsschutzgebiet Ihlower Forst und Niederung des Krummen Tiefs

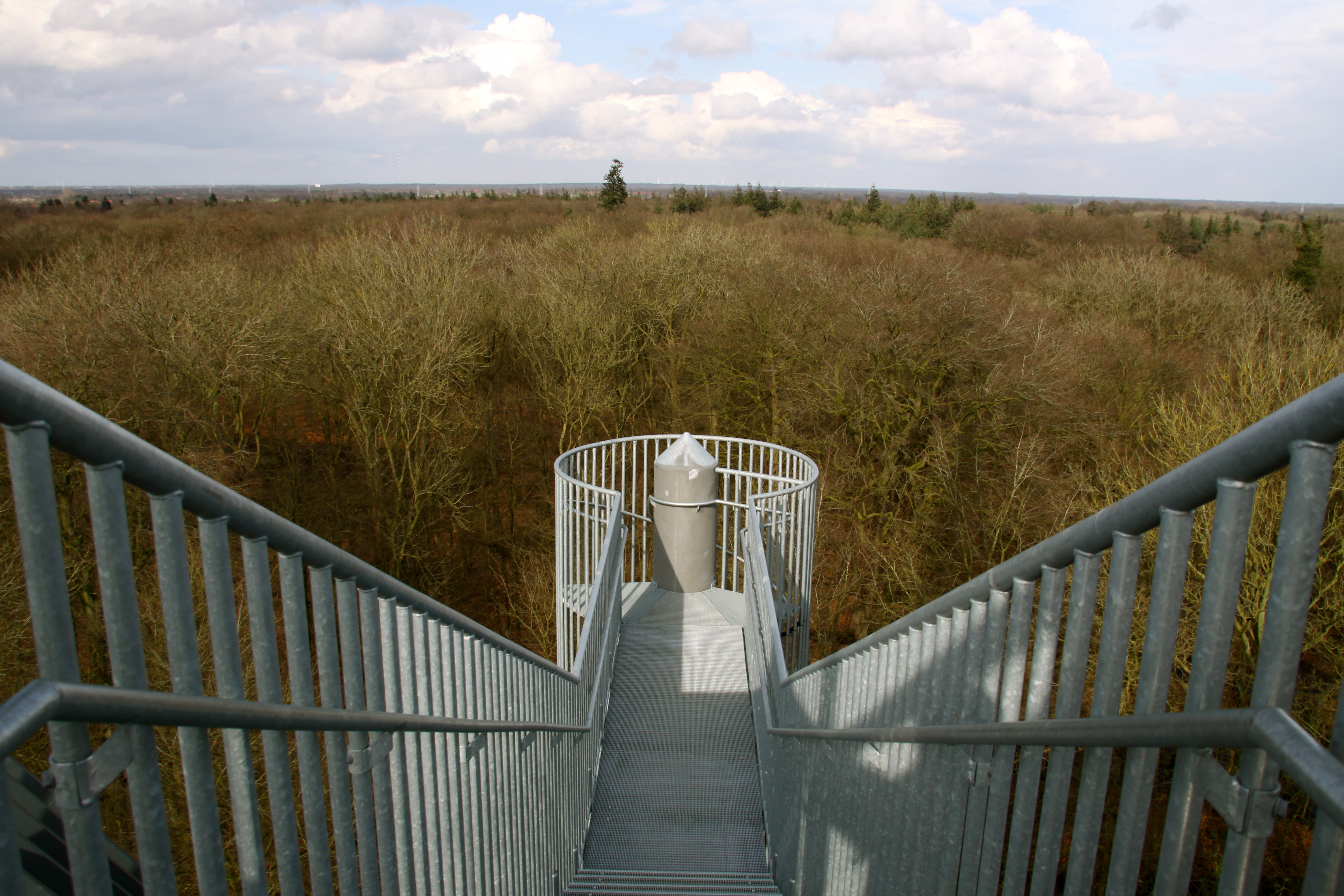
Blick vom Kloster Ihlow über den Ihlower Forst.

Das Landschaftsschutzgebiet Ihlower Forst und Niederung des Krummen Tiefs ist ein Landschaftsschutzgebiet im Landkreis Aurich des Bundeslandes Niedersachsen.

## Beschreibung des Gebiets
Das 1986 ausgewiesene Landschaftsschutzgebiet umfasst eine Fläche von 8,33 Quadratkilometern und erstreckt sich vom Ihlower Forst entlang der Niederung des Krummen Tiefs. Es liegt zu großen Teilen auf dem Gebiet der Gemeinde Ihlow. Südlich des Stadtteils Schirum hat die Stadt Aurich Anteil an dem Landschaftsschutzgebiet, das seit 1986 geschützt ist. Es liegt im Naturraum „Ostfriesische Geest“. Im namensgebende Forst überwiegen von Stieleichen und Rotbuchen dominierte Baumbestände. Auf den Moorstandorten finden sich Schwarz-Erlen und Eschen. Im Auenwald wachsen Erle, Esche und Weide. Die wenigen Nadelholzgebiete werden von Fichten dominiert.
Unter den Tieren finden sich Wildarten wie Reh- und Damwild, Füchse, Hasen und Dachse. Die zum Teil nicht ganzjährig Wasser führenden Stillgewässer dienen Amphibienarten wie Teichmolch und Grasfrosch als Laichgewässer und Lebensraum. Das Landschaftsschutzgebiet ist neben dem Landschaftsschutzgebiet Upstalsboom und Umgebung zudem einer von nur zwei bekannten Wuchsorten der Stängellosen Primel in Niedersachsen.
Im Bereich des Krummen Tiefs gedeiht als gefährdete Wasserpflanze das Haarblättrige Laichkraut.